# Aeroporto de Kalmar
O Aeroporto de Kalmar (em sueco:  Kalmar flygplats e em inglês:  Kalmar Airport; código IATA: KLR, código ICAO: ESMQ) está localizado a 5 km a oeste da cidade de Kalmar, no sudeste da Suécia.